# BKK Westfalen-Lippe
Die Betriebskrankenkasse BKK Westfalen-Lippe war eine Krankenkasse mit Sitz in Münster.

## Geschichte
Die BKK Westfalen-Lippe wurde 1889 gegründet – als Krankenkasse für die Wegebauverwaltung der Provinz Westfalen. Im Laufe der folgenden Jahre war die Kasse an zahlreichen Fusionen beteiligt, so dass durch die Fusionen mit der BKK Vestische Straßenbahnen Herten (1997) und der BKK Stadt Hagen (1998) schließlich die BKK Westfalen-Lippe entstanden ist. Zum 1. Januar 2002 wurde mit der BKK Regionalverkehr Ruhr-Lippe und BKK WDI fusioniert, am 1. Januar 2003 mit der BKK Busch Bestwig.
2010 gehörte die BKK Westfalen-Lippe zu einer der ersten Krankenkassen in Deutschland, die im Rahmen der Finanzierung der Ausgaben neben den Einnahmen aus dem Gesundheitsfonds zusätzlich auf das Mittel des Kassenindividueller Zusatzbeitrag zurückgreifen musste.
Die BKK Westfalen-Lippe wurde am 1. Oktober 2010 auf die BKK vor Ort verschmolzen.

## Auszeichnungen
Die BKK Westfalen-Lippe wurde 2009 von der Ratingagentur Krankenkassen-Kompass mit der Ratingnote A für das beste Leistungsangebot in Nordrhein-Westfalen ausgezeichnet.